# Clinolabus surinamensis
Clinolabus surinamensis es una especie de coleóptero de la familia Attelabidae.

## Distribución geográfica
Habita en Brasil y Surinam.